# マンダラ東京
マンダラ東京(アルファベット表記：Mandala-tokyo)は、東京都を本拠地とする社会人ラグビーユニオンのクラブチーム。かつては曼荼羅クラブという名称だった。

## 来歴
1975年、創設。
そして2001年、NPO法人になる。

## 獲得タイトル
- 全国クラブラグビーフットボール大会
  - 優勝(1998年度・2000年度・2002年度)
  - 準優勝(1996年度・1999年度)